# Museu Deu
El Museu Deu és un museu d'art situat a la vila del Vendrell, a Casa Palau Rabassó o Cal Rabassó, una casa senyorial de finals del s.XIX protegida com a bé cultural d'interès local. Va ser inaugurat l'any 1995 amb el fons d'art d'Antoni Deu Font, antic notari de la vila, que va reunir una heterogènia col·lecció d'art formada per més de 2800 peces que s'exposen al públic. El museu exhibeix una gran col·lecció d'art i artefactes, considerada una de les col·leccions d'art més important de Catalunya i un dels testimonis més importants del col·leccionisme català del segle xx.

## Història
El Museu Deu s'ubica a l'antiga casa senyorívola de la família Palau Rabassó, una de les típiques construccions del últims del segle xix, ja que en una fotografia de l'any 1903 era ja edificada. La casa no tenia la disposició actual: la planta principal no presentava una balconada que s'estengués per tota la façana, sinó que cada porta balconera tenia la seva pròpia barana.

## Col·leccions
El museu conté una gran col·lecció d'art i artefactes, considerada una de les col·leccions d'art més important de Catalunya i un dels testimonis més importants del col·leccionisme català del segle xx. Inclou pintura, aquarel·les i dibuixos, escultura contemporània, talles religioses, vidre modernista, vidre bufat català, ceràmica contemporània, rajoles d'arts i oficis, ceràmica antiga, argenteria litúrgica, reliquiaris, plats d'almoina, ivori, morters i armes, a més de catifes i mobles, que daten des del s. XII fins als nostres dies. Té tota una "Sala de les catifes" on es pot caminar per sobre un terra de vidre i contemplar la col·lecció de catifes orientals i de bacines (plats d'almoina) disposades sota del vidre.

## Artistes representats[11]

### Pintura
Entre la seixantena de pintors representats en la col·lecció de pintura hi ha figures importants històriques com ara Ramon Casas, Joaquim Mir, Eliseu Meifrèn, Rafel Duran, Rafel Durancamps, Francesc Gimeno i Arasa, Dionís Baixeras, Ramon Martí i Alsina, etc., a més de l'Olga Sacharoff, pintora georgiana que es va establir a Mallorca, després Tossa de Mar i Barcelona, com a única dona. D'entre els més moderns o els contemporanis hi ha l'Emili Grau Sala i el seu fill Julià Grau i Santos, i el Josep Moscardó, entre d'altres.

### Dibuix i aquarel·la
Entre la cinquantena i escaig d'artistes amb obres de dibuix o aquarel·la al museu, es troben a més de molts ja representats per les seves obres en pintura, també l'Apel·les Fenosa, el Modest Cuixart, el Josep Llimona, el Josep Aragay, el Ricard Opisso, el Pere Pruna, l'Albert Ràfols i Cullerés (pare de l'Albert Ràfols-Casamada), etc.

### Ceràmica i escultura
Hi ha també ceràmica artística de Josep Llorens Artigas, entre d'altres, i escultura de figures tant importants com ara Manolo Hugué, Arístides Maillol, Enric Clarasó, Josep Clarà i Ayats, Josep Llimona, Joan Rebull, etc., a més dels més moderns o contemporanis Josep Maria Subirachs i Apel·les Fenosa, entre d'altres, i com a única dona, la contemporània Lluïsa Granero Sierra.

### Vidre
La col·lecció de vidre modernista, amb una trentena de peces, representa l'escola de Nancy i es compon d'obres d'Émille Gallé, el fundador de la dita escola, i dels Germans Daum.

## Edifici
La seu del museu és la casa Palau Rabassó. La façana és decorada amb carreus regulars picats. Consta de tres plantes. La planta baixa té dues finestres reixades i dues portes quadrangulars. La planta noble presenta tres portes balconeres amb barana de ferro forjat, que recorre tot el llarg de l'edifici. A la segona planta hi ha tres portes balconeres, cadascuna de les quals té barana de ferro forjat. Cal destacar que damunt de les portes balconeres hi ha uns relleus de motius florals i vegetals. Rematant la construcció, una cornisa, i una barana de pedra molt treballada. Damunt de la terrassa es veu una torre de forma quadrangular, amb teulada i entaulament suportades per vuit columnes que s'assenten sobre una barana.

## Galeria d'imatges

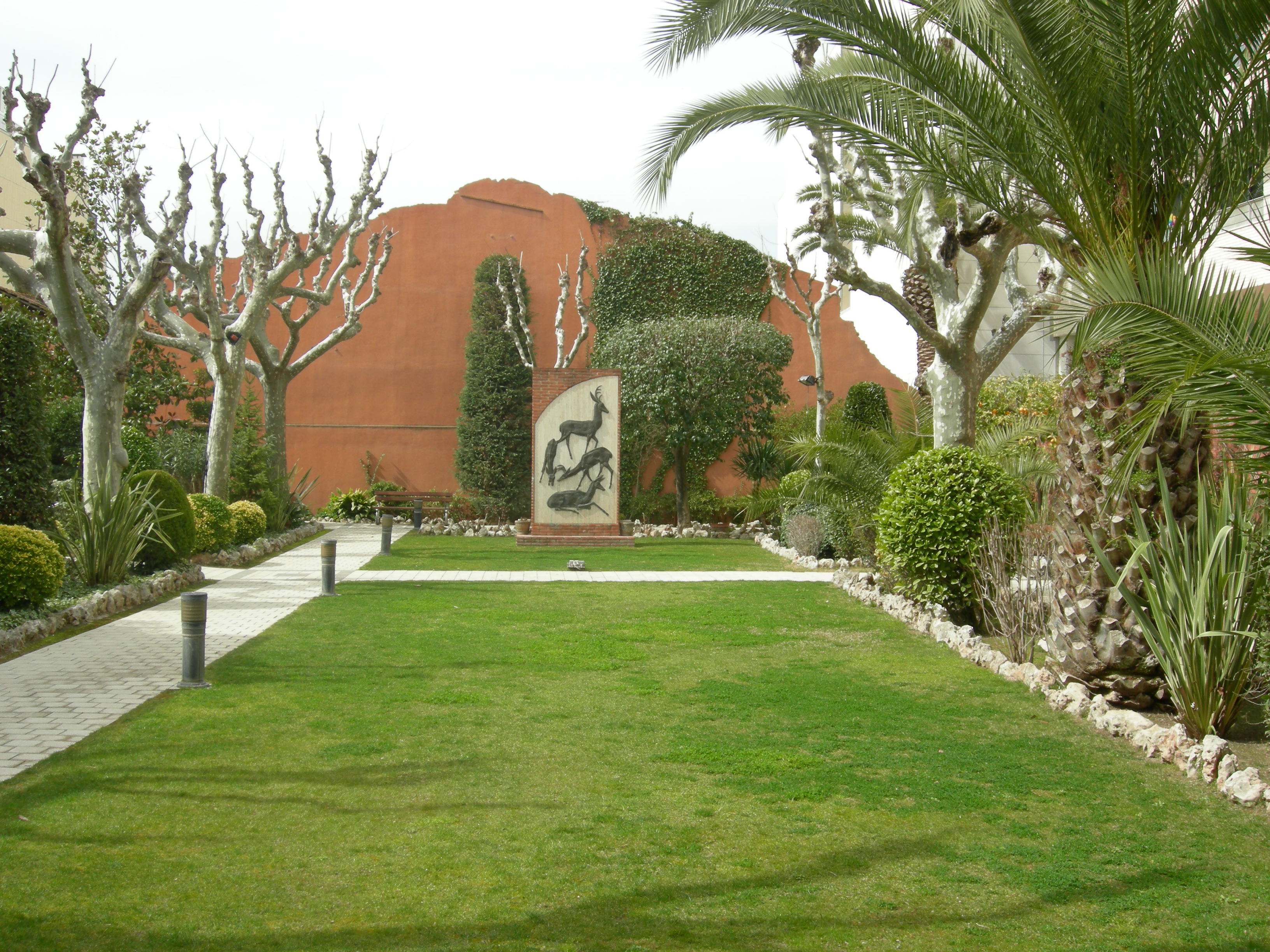
Vista general del jardí del Museu Deu
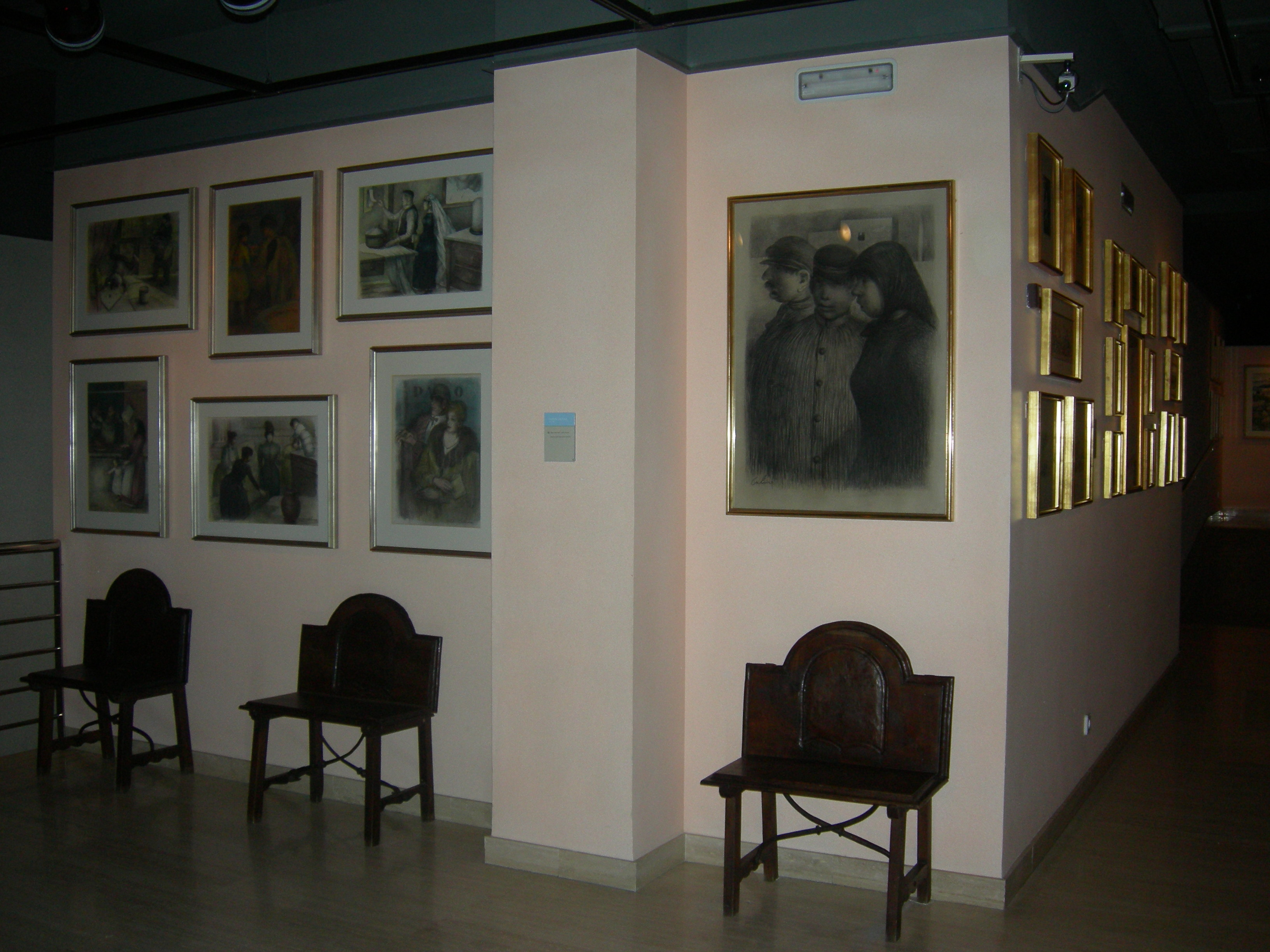
Dibuixos amb llapis i carbó sobre paper. Ramon Calsina (1901-1992)
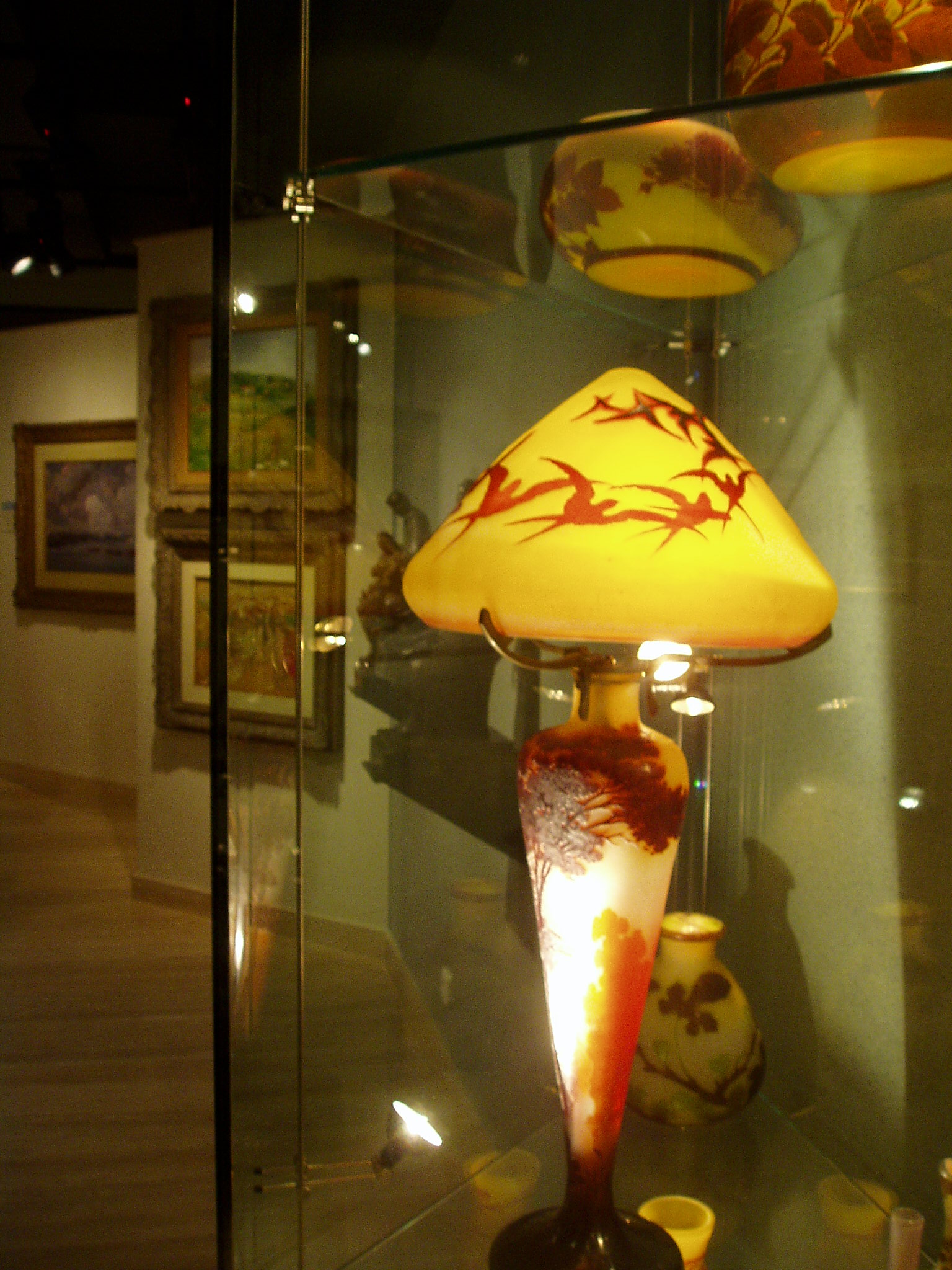
Vidre de Nancy dels germans Daum i Émile Gallé. Art Nouveau. Segles XIX i XX
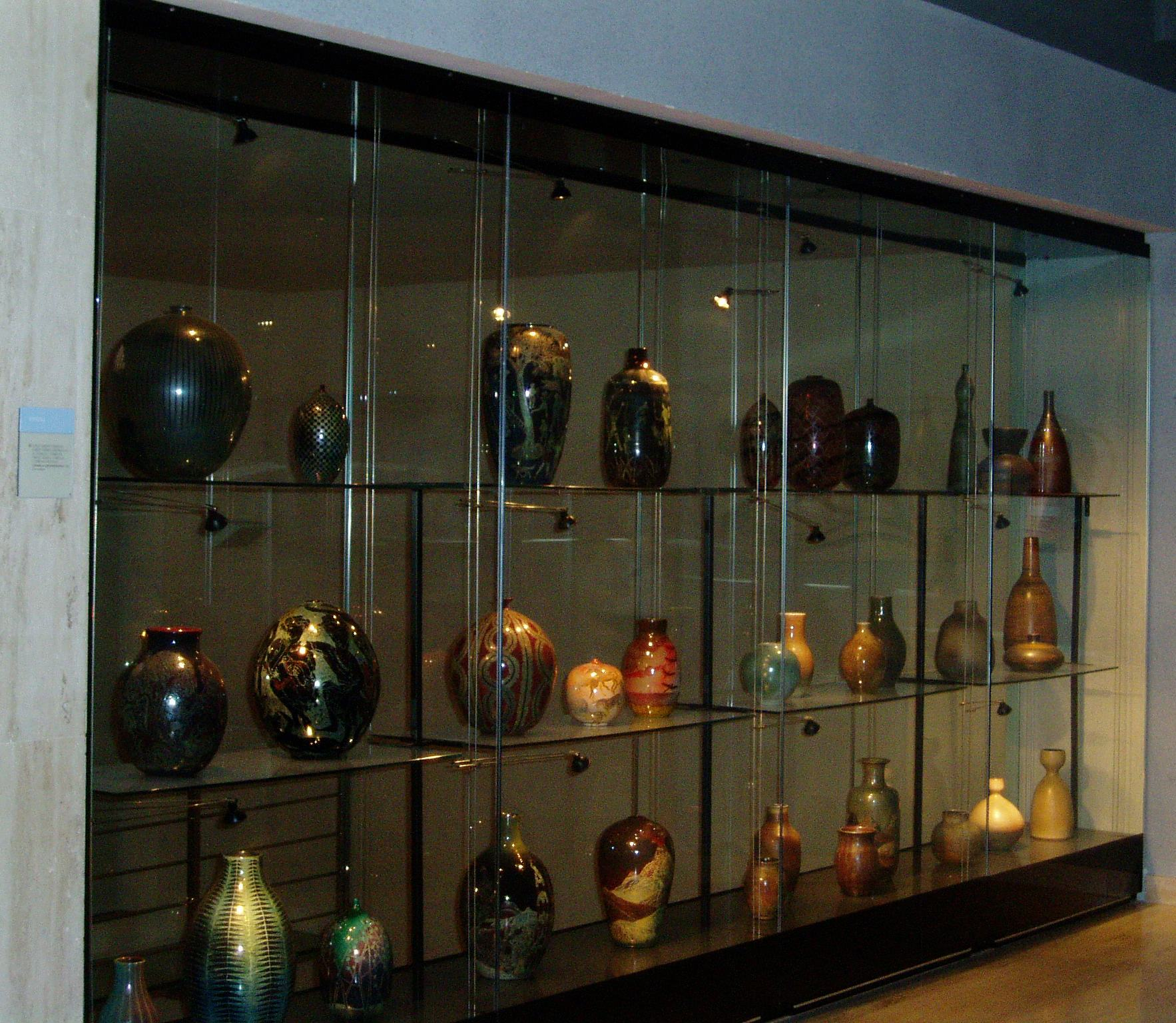
Col·lecció de ceràmica contemporània
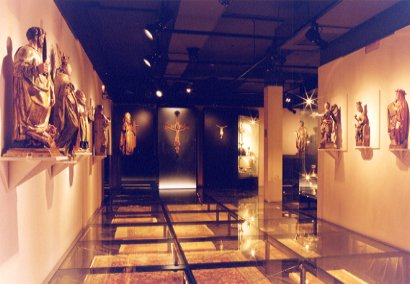
Sala de les catifes
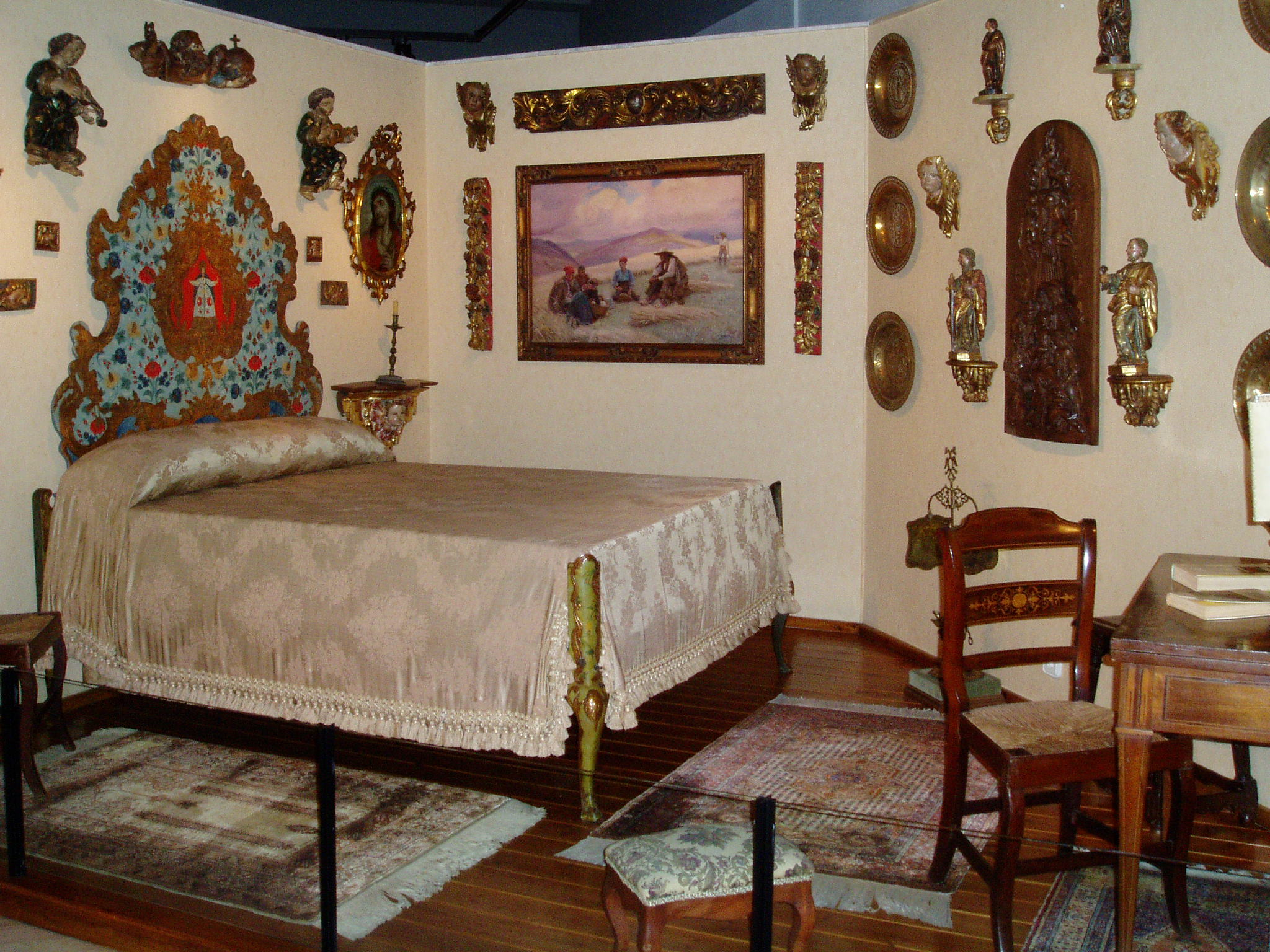
Recreació del dormitori del donant, Antoni Deu